# Hans-Ulrich Demuth
Hans-Ulrich Demuth (* 27. Februar 1953 in Halle (Saale)) ist Mitgründer der Probiodrug AG, Honorarprofessor für Pharmabiotechnologie der Hochschule Anhalt und ehemaliges Mitglied des Deutschen Ethikrates.

## Leben
Von 1973 bis 1978 studierte Hans-Ulrich Demuth Biochemie mit Diplomabschluss an der Martin-Luther-Universität Halle-Wittenberg und wurde ebendort 1981 promoviert.
1997 war er Mitgründer der ProBioTec GmbH zur Entwicklung von Antidiabetika der damals neuartigen Wirkstoffklasse der DPP4-Inhibitoren. 2001 wurde er Mitgründer und CEO der Probiodrug AG. Seit 2013 ist er wissenschaftlicher Berater des Unternehmens.
Seit 2006 ist er Honorarprofessor für Pharmabiotechnologie der Hochschule Anhalt.
2015 wurde er Leiter der Außenstelle Molekulare Wirkstoffbiochemie und Therapieentwicklung (MWT) des Fraunhofer-Instituts für Zelltherapie und Immunologie (IZI) in Halle. Er befasst sich u. a. mit der Erforschung der Alzheimer-Krankheit. Er ist Autor von über 300 wissenschaftlichen Artikeln und Inhaber von über 120 Patenten.
Im April 2020 wurde er vom Bundestag auf Vorschlag von der Fraktion Die Linke zum Mitglied des Deutschen Ethikrates gewählt, dem er bis 2024 angehörte.